# Bonnie Bedelia
Bonnie Bedelia Culkin (Nova York, 25 de março de 1948) é uma atriz norte-americana, já indicada ao Globo de Ouro. É famosa por interpretar Holly McClane, companheira do personagem de Bruce Willis no filme Die Hard (e suas sequências) e a capitã Kate na série de televisão The Division.

## Carreira
| Ano        | Título                                | Título em português                                    | Papel                               | Obs.                                                                              |
| ---------- | ------------------------------------- | ------------------------------------------------------ | ----------------------------------- | --------------------------------------------------------------------------------- |
| 1969       | Then Came Bronson                     |                                                        | Temple Brooks                       | Série de televisão, piloto para o cinema                                          |
| 1969       | The Gypsy Moths                       |                                                        | Annie Burke                         |                                                                                   |
| 1969       | They Shoot Horses, Don't They?        |                                                        | Ruby                                |                                                                                   |
| 1970       | Pursuit of Treasure                   |                                                        |                                     |                                                                                   |
| 1970       | Lovers and Other Strangers            | br: As Mil Faces do Amor                               | Susan Henderson                     |                                                                                   |
| 1972       | The Strange Vengeance of Rosalie      |                                                        | Rosalie                             |                                                                                   |
| 1972       | Sandcastles                           |                                                        | Jenna Hampshire                     | Filme para a televisão                                                            |
| 1972       | Bonanza                               |                                                        | Alice Cartwright                    | 2 episódios                                                                       |
| 1973       | Between Friends                       |                                                        | Ellie                               |                                                                                   |
| 1978       | The Big Fix                           |                                                        | Suzanne                             |                                                                                   |
| 1979       | Salem's Lot                           | br: A Mansão Marsten                                   | Susan Norton                        | Minissérie de TV                                                                  |
| 1980       | Fighting Back: The Rocky Bleier Story |                                                        | Aleta                               | Filme para a TV                                                                   |
| 1982       | Million Dollar Infield                |                                                        | Marcia Miller                       | Filme para a TV                                                                   |
| 1983       | Heart Like a Wheel                    |                                                        | Shirley Muldowney                   | Indicada - Globo de Ouro de melhor atriz - filme dramático                        |
| 1986       | Violets Are Blue                      |                                                        | Ruth Squires                        |                                                                                   |
| 1986       | Death of an Angel                     |                                                        | Grace                               |                                                                                   |
| 1986       | The Boy Who Could Fly                 |                                                        | Charlene Michaelson                 |                                                                                   |
| 1986       | Alex: The Life of a Child             |                                                        | Carol Deford                        | TV                                                                                |
| 1987       | Like Father Like Son                  |                                                        | Mulher com goma de mascar no cabelo | (não-creditada)                                                                   |
| 1987       | The Stranger                          |                                                        | Alice Kildee                        |                                                                                   |
| 1988       | The Prince of Pennsylvania            |                                                        | Pam Marshetta                       | Indicada - Independent Spirit Award de melhor atriz coadjuvante                   |
| 1988       | Die Hard                              | br: Duro de Matar                                      | Holly Gennero McClane               |                                                                                   |
| 1989       | Fat Man and Little Boy                | br: O início do Fim pt: Sombras no Futuro              | Kitty Oppenheimer                   |                                                                                   |
| 1990       | Die Hard 2                            | br: Duro de Matar 2                                    | Holly McClane                       |                                                                                   |
| 1990       | Presumed Innocent                     | br: Acima de Qualquer Suspeita pt: Presumível Inocente | Barbara Sabich                      |                                                                                   |
| 1993       | Needful Things                        |                                                        | Polly Chalmers                      |                                                                                   |
| 1993       | Judicial Consent                      |                                                        | Gwen Warwick                        |                                                                                   |
| 1993       | Fallen Angels                         |                                                        | Sally Creighton                     | Indicada - Primetime Emmy Award de atriz convidada de destaque em série dramática |
| 1994       | Speechless                            | br: Apenas Bons Amigos pt: Sem Palavras                | Annette                             |                                                                                   |
| 1996       | A Season in Purgatory                 |                                                        | Valerie Sabbath                     | Minissérie de TV                                                                  |
| 1996       | Her Costly Affair                     |                                                        | Dra. Diane Weston                   | Filme para a TV                                                                   |
| 1997       | Bad Manners                           |                                                        | Nancy                               |                                                                                   |
| 1997       | Any Mother's Son                      |                                                        | Dorothy Hajdys                      | Indicada - CableACE Awards de melhor atriz em filme ou minissérie                 |
| 1999       | Gloria                                |                                                        | Brenda                              |                                                                                   |
| 1999       | Anywhere but Here                     |                                                        | Carol                               |                                                                                   |
| 2000       | Sordid Lives                          |                                                        | Latrelle Williamson                 |                                                                                   |
| 2000       | Picnic                                |                                                        | Flo Owens                           | Filme para a TV                                                                   |
| 2001– 2004 | The Division                          |                                                        | Capitã Kaitlyn McCafferty           | Série de TV (58 episódios)                                                        |
| 2003       | Manhood                               |                                                        | Alice                               |                                                                                   |
| 2005       | Berkeley                              |                                                        | Hawkins                             |                                                                                   |
| 2008       | CSI: Crime Scene Investigation        |                                                        | DDA Madeline Klein                  | Série de TV, episódio "Grissom's Divine Comedy"                                   |
| 2008       | Sordid Lives: The Series              |                                                        | Latrelle Williamson                 | Série de TV (11 episódios)                                                        |
| 2010–2015  | Parenthood                            |                                                        | Camille Braverman                   | Série de TV                                                                       |